# Amqui
Amqui è una frazione canadese della provincia di Québec situata nel municipio regionale della contea di La Matapédia nella regione amministrativa di Bas-Saint-Laurent. Si trova circa a 415 km a nord-est della città di Québec.